# Иванков (Бориспольский район)
Ива́нков (укр. Іванків) — село, входит в Бориспольский район Киевской области Украины.
Расположено в 7 км от районного центра. Ближайшая железнодорожная станция — Артёмовка (5 км). Возле села проходит автомагистраль Киев—Харьков.
Население по переписи 2001 года составляло 3427 человек. Почтовый индекс — 08335. Телефонный код — 4595. Занимает площадь 7,919 км². Код КОАТУУ — 3220884001. День села — 6 июля.
Геральдика с. Иванков утверждена решением 16-й сессии Иванковского сельского совета XIV созыва от 20 августа 2004 года.

## История
Село Иванков расположено на левобережной среднеднепровской низине.
На территории Иванкова проводились археологические исследования. Древнейшие находки, обнаруженные здесь, в основном керамические и относятся к эпохе меди—бронзы.
Считается, что название села происходит от имени первого поселенца Ивана Ламаша.
Первое письменное упоминание об Иванкове датируется 1508 годом. Село упоминается в «Актах, относящихся к истории Южной и Западной России». В этих актах приводится «Купчая запись на Полукнязевскую землю, проданную Киевскому Пустынному Николаевском монастырю королевским толмачом Солтаном Албеевичем 1508 г. августа 13 дня».
В 1552 году Иванков принадлежал Киевскому замку. В конце 16 века польский сейм принял решение о передаче села «панам молодцам запорожским». По нему в 1590 году Иванков получил в посессию казацкая старшина Войцех Чановицкий. Но вскоре за участие в восстании против польской шляхты Чановицкий был лишён этой собственности. Село в качестве вознаграждения за подавление этого восстания (под предводительством Наливайко) получил в 1596 году польский коронный гетман Станислав Жолкевский. Следующей владелицей Иванкова стала дочь Жолкевского София Данилович.
В 1630 году во время восстания Тараса Трясило Иванков и окружающие сёла были сожжены повстанцами.
Впоследствии село отстроилось, и в 1687 году гетман Иван Мазепа отдал его во владение Печерскому девичьему монастырю.
В 18 веке Иванков принадлежал Бориспольской казачьей сотне Киевского полка. Население села составляли казённые крестьяне и казаки. Действовали две церкви — Преображенская и Онуфриевская.
В 1861 году на общественном сходе крестьян принято решение об открытии церковно-приходской школы, которую они обязались содержать за свой счёт: ежегодно с каждого хозяина по 20 коп. серебром и для отопления — по 10 кулей соломы. К тому времени насчитывалось 288 дворов, население — 1720 человек.
В энциклопедическом справочнике 1913 года об Иванкове указано: жителей 3457 человек, две церкви, школа; промышленные и торговые предприятия, в том числе две маслобойни, шерстедёрка, круподёрка, паровая молотилка, 5 кузниц, 38 ветряков.
На рубеже 19—20 веков Иванков был центром волости, в которую входили соседние сёла Кучаков, Лебедин и Сеньковка. Население волости составляло 7296 человек.
По переписи 1926 года Иванков — село Бориспольского района, центр сельсовета, в который входили хутора Лебединщина и Подгайное. Население вместе с хуторами составляло 4029 человек.
В 1928 году в селе создано первое коллективное хозяйство «Коммунар», а в 1929—1930 годах — 3 колхоза: им. Будённого, им. Шевченко; «9 января».
Во время голода 1932—1933 годов в Иванкове умерло 406 человек (по неполным данным).
В годы Великой Отечественной войны село было под оккупацией два года — с сентября 1941 года до сентября 1943 года. За это время отправлено в Германию 83 человека, замучено 24 жителя села. В районе Иванкова велись жестокие бои с участием моряков Днепровского отряда Пинской флотилии. Останки погибших моряков покоятся в братских могилах в центре села.
После войны Иванков отстраивался.
В 1950 году Иванковские колхозы были объединены в один — «Правда». На его базе в 1961 году создана птицефабрика.
В 1974 году произошло разделение на птицефабрику и совхоз «Победа». В 1989 году эти два хозяйства объединены в птицесовхоз «Иванковский» (сейчас ООО «Агрофирма „Иванков“»).
В конце 20 века в селе насчитывалось 1313 дворов и более 3000 жителей.
Сейчас село развивается. В центре его расположено озеро Большое, находится дом культуры, библиотека, средняя общеобразовательная школа I—III ступеней, музей истории села, дошкольное учебное заведение, медицинская амбулатория, магазины, почта. Украшают Иванков церковь и часовня.
Село известно, в частности тем, что в нём родился и вырос известный украинский поэт и прозаик Василий Швец (1918—1993), автор более 10 поэтических сборников («Доброе утро, Украина», 1945; «Лирика», 1949; «Неспокойное лето», 1959; «Гостинцы», 1978 и др.), романа «Тайнопись» (1995).

## Местный совет
Образован 10 октября 1943 года. Состоит из 20 депутатов.
Адрес: ул. Центральная, 2, с. Иванков, Бориспольский р-н, Киевская обл., 08344.
Глава сельсовета (с 26 марта 2006 года) — Анатолий Тур (род. 23 июля 1972 года).
В 2016 году по Закону о декоммунизации были переименованы некоторые улицы. Например, улица Воровского носит название Кобзаря.